# Osivica
Osivica (szerbül: Осивица), település Bosznia-Hercegovinában, a Szerb Köztársaságban, Teslić községben. 

## Fekvése
A település Bosznia-Hercegovina középső részének északi szélén, Dobojtól légvonalban 24, közúton 36 km-re nyugat-délnyugatra, községközpontjától légvonalban 6, közúton 12 km-re északnyugatra, a Javorova-hegység keleti lejtői alatt, az Osivica-patak mentén található. A település Gornja és Donja Osivicából (Briježani) áll. Gornja Osivicában többnyire szerbek élnek, míg Donja Osivicán bosnyákok.

## Népessége
| Nemzetiségi csoport | Népesség 1991 | Népesség 2013 |
| ------------------- | ------------- | ------------- |
| Szerb               | 535           | 343           |
| Bosnyák             | 667           | 287           |
| Horvát              | 1             | 3             |
| Jugoszláv           | 6             | 0             |
| Egyéb               | 5             | 4             |
| Összesen            | 1214          | 637           |

## Története
A település 1878-ig tartozott az Oszmán Birodalomhoz, ekkor a berlini kongresszus határozata alapján az Osztrák-Magyar Monarchia része lett. 1879-ben az első osztrák-magyar népszámlálás során a Tešanji járáshoz és Ranković községhez tartozó településnek 26 háztartása, 133 muszlim és 159 ortodox lakosa volt. 1910-ben a Tešanji járáshoz tartozó Osivica településen 52 háztartást, 186 muszlim és 232 ortodox lakost találtak. A monarchia szétesésével 1918-ban előbb a Szerb-Horvát-Szlovén Királyság, majd 1929-től a Jugoszláv Királyság része lett. 1921-ben a Tešanji járáshoz tartozó Osivica községnek 421 lakosa volt, közülük 196 muszlim és 225 ortodox szerb volt. Az 1929-es törvény értelmében, amikor Bosznia-Hercegovinát négy banovinára, Drinskára, Vrbaskára, Zetskára és Primorskára osztották, a település a Vrbaska banovina része lett, amelynek székhelye Banja Luka volt. 
Jugoszlávia megszállása után a Független Horvát Állam (NDH) része lett. A második világháború után 1992-ig a település a szocialista Jugoszlávia keretében a Bosznia-Hercegovinai Népköztársaság része volt. A boszniaia háború idején a település muszlim lakosságát elűzték, és csak 2000 körül térhettek vissza. A boszniai háborút lezáró daytoni békeszerződés rendelkezése alapján az ország területét felosztották a Bosznia-hercegovinai Föderáció és a boszniai Szerb Köztársaság között. A háború utáni területmegosztáskor a Szerb Köztársaság területéhez és Teslić községhez csatolták. A daytoni békemegállapodás után a település útjainak nagy részét leaszfaltozták, és összeköttetésben hozták az M-4-es autópályával, valamint a környező Gornji Teslić és Memic Brdo településekkel.

## Nevezetességei
- A Donja Osivica-i mecset az 1960-as években épült, de azt a mecsetet a boszniai háború idején lerombolták. Az újmecset építése csak a 2000-es évek elején indult meg és 2007-ben nyitották meg.[7]

- A Gornja Osivica-i muszlim gyülekezet csak 2006-ban vált ki az osivicai gyülekezetből. Gornja Osivicában is az 1960-as években épült egy mecset. A régi mecsetet 1974-ben egy új váltotta fel, amely a mai mecset helyén állt. A boszniai háború előtt a helyi imám kétévente imádkozott benne, mivel a falu felső és alsó része között megállapodás volt, hogy az imám az egyik évben a mecsetben, a következőben pedig a mecsetben imádkozik. A mecsetet kifosztották és lerombolták a háború alatt. A faluba visszatérők 2004-ben indítottak kezdeményezést a lerombolt mecset helyett egy új mecset építésére. 2004 szeptemberére a mecsetet újjáépítették és befedték, megnyitóját pedig 2006. július 30-án tartották.[6]